# Piotr Dłucik
Piotr Alfred Dłucik (ur. 2 kwietnia 1954 w Katowicach) – polski pływak, trener, olimpijczyk z Monachium 1972.
Specjalista stylu grzbietowego. Jako junior wywalczył w 1969 roku pierwszy dla Polski medal (srebrny) podczas Mistrzostw Europy Juniorów (na dystansie 100 metrów stylem motylkowym).
Mistrz Polski na:
- 100 metrów stylem grzbietowym w latach 1970-1974
- 200 metrów stylem grzbietowym w roku 1972.

Wielokrotny rekordzista Polski na basenie 25 metrowym (11) i na basenie 50 metrowym (13).
Na igrzyskach olimpijskich w 1972 roku wystartował w wyścigu na 100 metrów stylem grzbietowym odpadając w eliminacjach. Był członkiem sztafety 4 × 100 metrów stylem zmiennym. Polska sztafeta odpadła w eliminacjach uzyskując 15. czas (partnerami byli: Zbigniew Pacelt, Andrzej Chudziński, Cezary Śmiglak).
W roku 2004 podczas igrzysk w Atenach był trenerem reprezentacji Urugwaju w pływaniu/.

## Rekordy życiowe
- Basen 25 metrowy
  - 100 metrów stylem grzbietowym – 59,8 uzyskany w Poznaniu 17 marca 1972,
  - 200 metrów stylem grzbietowym – 2:13,10 uzyskany w Opolu 14 marca 1975,
  - 100 metrów stylem motylkowym – 59,1 uzyskany w 1973 roku
- Basen 50 metrowy
- 100 metrów stylem grzbietowym – 1:00,70 uzyskany w 1975.